# Tubo de microcentrífuga

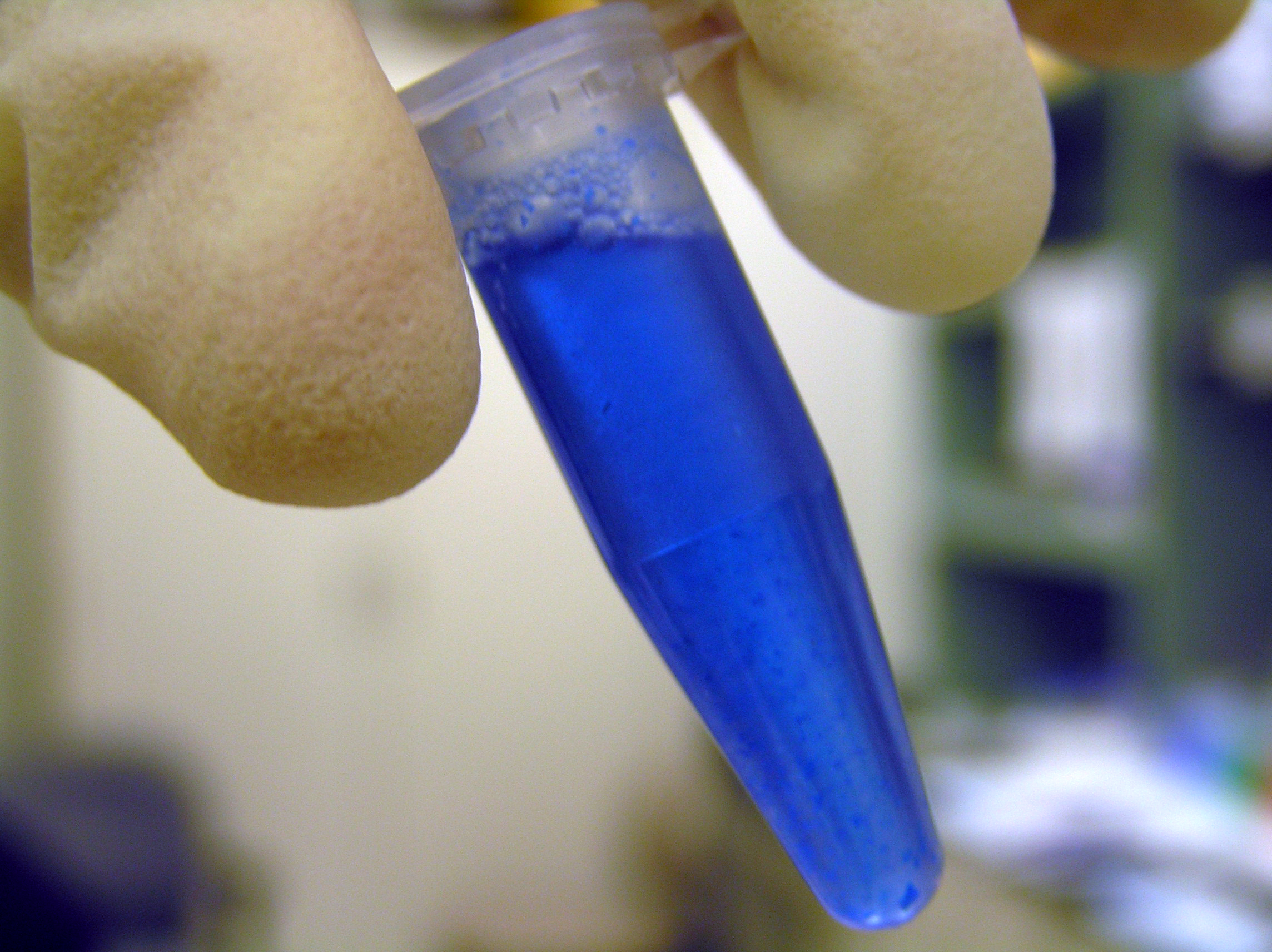
Tubo de microcentrífuga con una solución de azul de Coomassie.

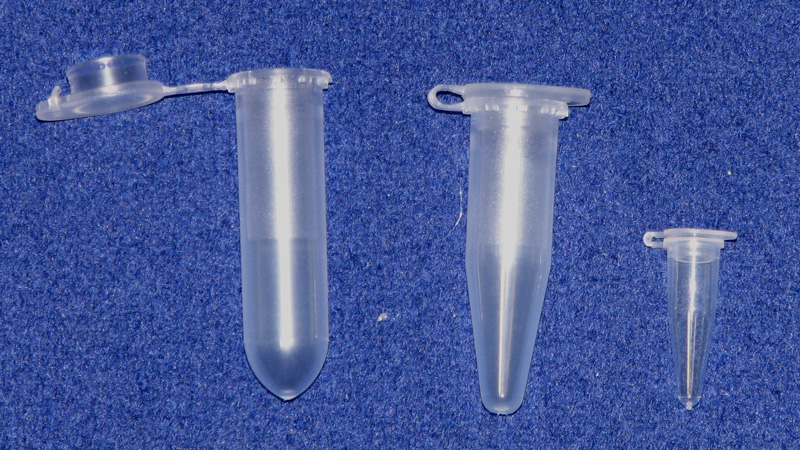
Tres tubos de microcentrífuga: 2 ml, 1,5 ml y 200 μl (para PCR).

Un tubo de microcentrífuga (comúnmente apodados "Eppendorf", en referencia al mayor manufacturador de estos tubos, la casa Eppendorf) es un pequeño contenedor cilíndrico de plástico, con un fondo cónico y típicamente una tapa unida al cuerpo del tubo para evitar su desprendimiento. Son empleados profusamente en biología molecular y bioquímica no sólo para la centrifugación, sino que, dado su bajo costo, se emplean a menudo como simples viales contenedores de sustancias químicas.
Los tubos están fabricados de polipropileno, y pueden emplearse a temperaturas muy bajas (-20 °C) o con disolventes orgánicos como el cloroformo. Su tamaño oscila entre los 200 μL y los 2 mL. La capacidad más comúnmente usada es de 1,5 mL, siendo por otra parte los de 200 μl los más empleados para PCR. La desinfección de los tubos es posible (1 atm, 120 °C, 20 minutos), pero dado su bajo costo y la dificultad de limpieza de la superficie de plástico, los tubos de microcentrífuga son usualmente desechados después de su uso.